# Бустурія
Бустурія (баск. Busturia, ісп. Busturia) — муніципалітет в Іспанії, у складі автономної спільноти Країна Басків, провінція Біскайя. Населення — 1746 осіб (2009).
Муніципалітет розташований на відстані близько 340 км на північ від Мадрида, 22 км на північний схід від Більбао.
На території муніципалітету розташовані такі населені пункти: (дані про населення за 2009 рік)
- Альтаміра-Сан-Крістобаль: 907 осіб
- Ашпе-Сан-Бартоломе: 839 осіб

## Демографія
Динаміка населення (INE ):

## Галерея зображень

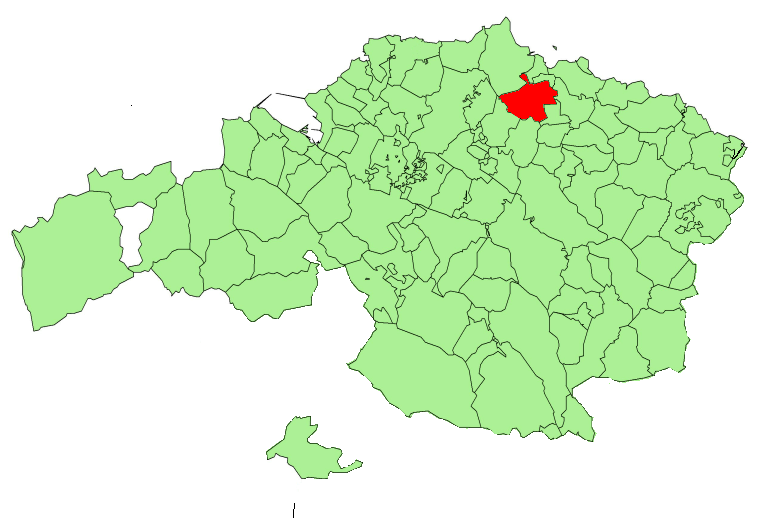
Розташування муніципалітету
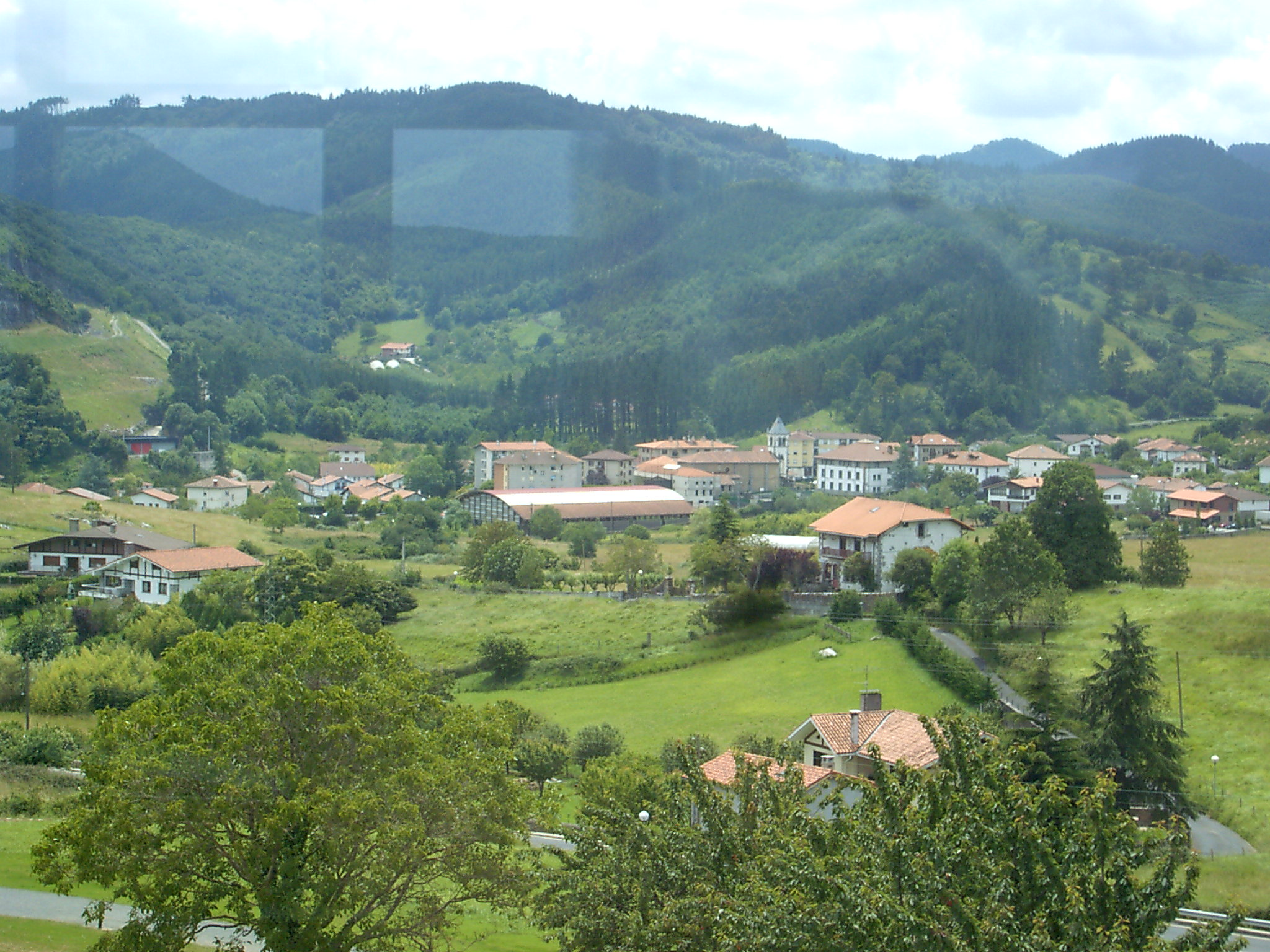
Альтаміра
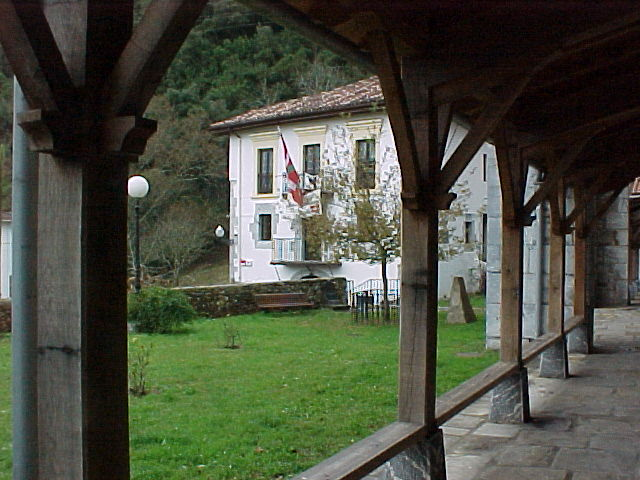
Муніципальна рада